# Municipio de Pine Level
El municipio de Pine Level (en inglés: Pine Level Township) es un municipio ubicado en el  condado de Johnston en el estado estadounidense de Carolina del Norte. En el año 2010 tenía una población de 4.852 habitantes.

## Geografía
El municipio de Pine Level se encuentra ubicado en las coordenadas 35°30′37.58″N 78°13′47.99″O / 35.5104389, -78.2299972.